# Château de Cros
Le château de Cros, aussi appelé château du Cros est situé sur la commune de Saint-Laurent à environ 8km à l'Est de Guéret dans le département de la Creuse et la région Nouvelle-Aquitaine.

## Historique
Le château de Cros a appartenu à la famille Fricon. Le nom de Simon Fricon, écuyer et seigneur du fief de Cros, apparait dans le cartulaire des moines Célestins des Ternes à la date du 8 décembre 1487. Puis le château de Cros a appartenu à la famille Tacquenet. Puis le château est la propriété de M. Fayolle qui sera le dernier seigneur de ces terres.

## Architecture
C'est un petit château féodal comportant deux tours principales dont le donjon, une échauguette sur un coin du logis; le tout relié par un mur d'enceinte sur lequel il reste des traces de mâchicoulis médiévaux.